# Catalina de María Rodríguez

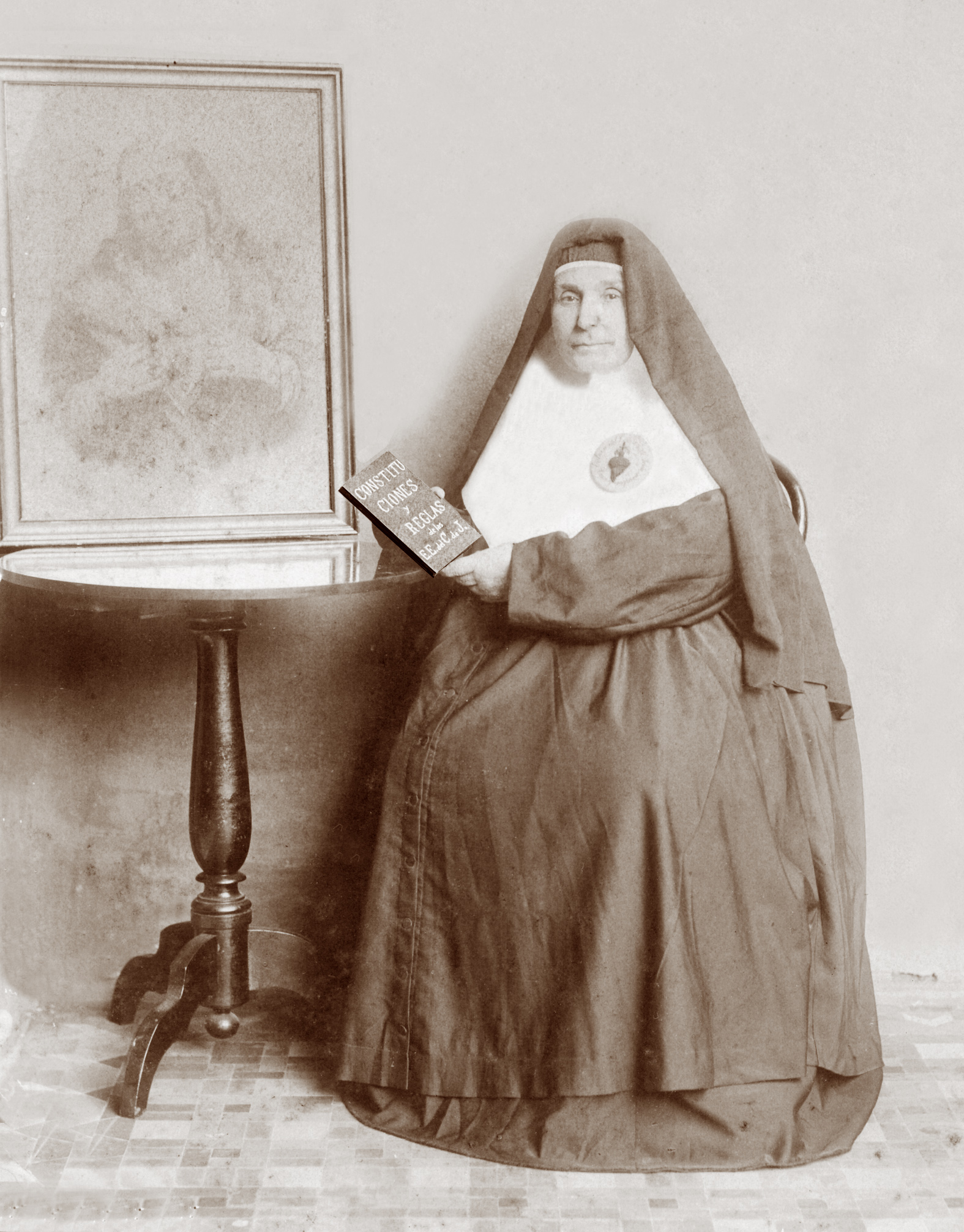
Catalina de María Rodríguez de Zavalía (1823–1896)

Catalina de María Rodríguez (* 27. November 1823 in Córdoba, Argentinien, als Josefina Saturnina Rodríguez de Zavalía; † 5. April 1896 ebenda) war eine argentinische römisch-katholische Ordensfrau und Gründerin der Kongregation der Hermanas Esclavas del Corazón de Jesús (Dienerinnen des Herzen Jesu). In der katholischen Kirche wird sie seit dem 25. November 2017 als Selige verehrt.

## Leben

### Kindheit und Jugend
Josefina Saturnina Rodríguez wurde am 27. November 1823 in Córdoba geboren. Sie war die dritte von vier Töchtern – eine von ihnen starb bereits im Alter von 17 Monaten – der Eheleute Hilario Rodríguez Orduña und Catalina Montenegro. Sie erzogen ihre Kinder im christlichen Glauben, für sie war politisches, soziales und religiöses Engagement von großer Bedeutung. Am Tag ihrer Geburt wurde sie in der Kathedralkirche von Córdoba auf den Namen Josefina Saturnina getauft. Die Stadt Córdoba war von der Arbeit der Jesuiten geprägt, die dort eine der ersten lateinamerikanischen Universitäten gegründet hatten. Trotz der akademischen Prägung der Stadt war die Bildung den Männern vorbehalten. Aus diesem Grund wurde Catalina in den ersten Lebensjahren nur zu Hause unterrichtet.
Sie verlor ihre Mutter im Jahr 1826, als sie drei Jahre alt war, und ihren Vater im Jahr 1832 im Alter von acht Jahren, so dass sie und ihre Schwestern von Teresa Orduña, der Tante ihres Vaters, aufgezogen wurden. Es ist nicht bekannt, wann Saturnina ihre Erstkommunion und ihre Firmung empfing. Im Alter von 17 Jahren machte ihre ersten Exerzitien bei dem Jesuiten Fermin Moreno, bei denen sie ihre Berufung zu einem Gott geweihten Leben in einer Ordensgemeinschaft erkannte. Diesen Wunsch verdrängte sie zunächst. Trotzdem lehnte sie den Heiratsantrag ihres Cousins Manuel Derqui ab. Sie ging weiterhin zu den Jesuiten, um sich geistlich ausbilden zu lassen.

### Ehe und Familienleben
1848 wählte sie den Priester Tiburcio López als Beichtvater und geistlichen Begleiter. Der Militäroberst Manuel Antonio Zavalía hatte ein Auge auf Saturnina geworfen. Er war um 1850 Witwer geworden und hatte zwei Kinder, Benito und Deidamia. Saturnina wies ihn aber zurück. Erst auf den Rat ihres Beichtvaters stimmte Saturnina schließlich zu und heiratete am 13. August 1852 den Oberst. Sie widmete sich nun dem Ehe- und Familienleben und begleitete ihren Mann nach Paraná, wo er als Adjutant des Präsidenten Santiago Derqui eingesetzt war. Dort bekam das Paar eine Tochter, die allerdings bei der Geburt starb. Auch das Leben der Mutter stand dabei auf dem Spiel. Einige Zeit später kehrte Saturnina mit ihrer Familie nach Córdoba zurück. Bald darauf wurde sie 1865 im Alter von 42 Jahren Witwe.

### Erneute Berufung zum Ordensleben
Unter der geistlichen Begleitung durch den Priester David Luque beschloss sie, nun endlich ihrer Berufung zum Ordensleben zu folgen.
Luque schlug ihr vor, an die Tür des Dominikanerinnenklosters in Buenos Aires zu klopfen, da er glaubte, dass sie in Córdoba aus drei Gründen nicht aufgenommen werden würde: ihre Witwenschaft, ihr Alter und ihr schlechter Gesundheitszustand. Der Jesuitenpater Félix María Del Val unterstützte Saturnina bei der Bitte um Aufnahme, aber sie fühlte sich im kontemplativen Leben nicht wohl. Daher war sie nicht enttäuscht, als die Dominikanerinnen sie wegen ihrer Witwenschaft ablehnten. Pater Del Val schlug ihr vor, es bei den Visitantinnen zu versuchen, die auch Witwen aufnahmen. Aber Saturnina wollte einen anderen Weg gehen: Am 15. September 1865 hatte Saturnina auf dem Weg zum Gebet im Dominikanerkloster eine Eingebung, die durch eine Vision verstärkt wurde. Sie wollte eine Frauengemeinschaft gründen, die sich ganz im Sinne der Jesuiten der Erziehung von Kindern – auch von Mädchen – und geistlichen Bildung durch Exerzitien widmen sollte.

### Die neue Gründung
Saturnina gründete eine Gemeinschaft von Frauen, die sich um bedürftige Frauen kümmerte, um sie zu unterrichten und auszubilden und um mit ihnen zu leben. Dieses Ziel war für die damalige Zeit sehr ehrgeizig. Es dauerte sieben Jahre voller Versuche und Rückschläge, bis es Saturnina schließlich gelang, am 29. September 1872 die Kongregation der Hermanas Esclavas del Corazón de Jesús zu gründen – sie bestand aus Saturnina und vier Gefährtinnen. Pater David Luque weihte an diesem Tag die ersten Räumlichkeiten der Gemeinschaft in einem gemieteten Haus ein.
Im April 1873 zog die kleine Gemeinschaft um und Saturnina wurde zur ersten Oberin gewählt. Zu dieser Zeit begannen sie auch, eine Ordenstracht zu tragen, auf der eine Stickerei mit dem Herzen Jesu angebracht war. Sie waren die erste Kongregation des aktiven, apostolischen Lebens, die in Argentinien entstand.
Saturnina und ihre Gefährtinnen unterrichteten sonntags die Kinder im Katechismus, während die Menschen aus der Nachbarschaft die Messe in ihrer Kapelle besuchten. Aufgrund ihrer Armut nahmen sie auch einige Studentinnen kostenlos auf. Als der Priester Juan Martín Yániz, der spätere erste Bischof von Santiago del Estero, der Gemeinschaft das von ihm betreute Exerzitienhaus anbot, das er vergrößert und mit den notwendigen Mitteln ausgestattet hatte, um ihren Lebensunterhalt zu sichern, kam es zu einem neuen Aufbruch. Das Haus bot Platz für mehr als vierhundert Exerzitienteilnehmer pro Kurs. Saturnina, die als Gründerin der Gemeinschaft galt, übernahm als erste die einfachsten Dienste. Sie deckte den Tisch, räumte ab und wusch das Geschirr. In der Zwischenzeit wurde eine geeignetere Unterkunft für die Schwestern gebaut. Im März 1875 zogen die Schwestern in das Mutterhaus im Barrio General Paz ein. Am 8. Dezember 1875 wurde das erste Noviziat eröffnet und die ersten zehn Schwestern legten die Ordensgelübde ab. Unter ihnen war auch Saturnina, die ihren Namen in Schwester Catalina de María änderte.
Die Exerzitienarbeit wurde auch in der Umgebung von Córdoba von dem Priester José Gabriel del Rosario Brochero durchgeführt. Er ließ in seiner Pfarrei Villa del Tránsito ein Exerzitienhaus für die Menschen in den Sierras Grandes errichten, wollte diesem aber auch nach seinem Tod Stabilität verleihen. Aus diesem Grund dachte er daran, eine Gemeinschaft von Nonnen aufzunehmen, die neben der Leitung der Exerzitien auch eine Schule für Mädchen führen sollten. Er nahm Kontakt zu Schwester Catherine auf und bat sie, ihm einige ihrer Schwestern zu schicken. Sechzehn von ihnen überquerten zu Pferd oder auf Maultieren die Berge und kamen nach einer zweitägigen Reise am 1. Februar 1880 in Villa del Tránsito an. Sr. Catalina und Brochero hatten sich bereits 1862 kennengelernt, als Brochero Seminarist war und seine Exerzitien im selben Haus machte, in dem Catalina als Laienhelferin bei der Betreuung der Exerzitiengäste half. Ihr gegenseitiger Respekt und ihre Bewunderung füreinander sind in Briefen des Gaucho-Priesters belegt, in denen er die Arbeit von Mutter Catalina und deren Schwestern unterstützt, sowie in Schriften von Catalina, in denen sie Brocheros Bescheidenheit und harte Arbeit lobt.
Auf den neuen Konvent in Villa del Tránsito folgte der erste Konvent außerhalb der Provinz Córdoba in Santiago del Estero. Es folgten die Konvente von Rivadavia, San Juan und Tucumán. Die Freude über die Einweihung der neuen Häuser wurde jedoch durch den Tod von Pater Luque am 11. August 1892 getrübt. Anlässlich des Jahrestags der Bischofsweihe von Papst Leo XIII. nahm Sr. Catalina 1893 an einer Pilgerreise nach Rom teil und erhielt bei ihrer Rückkehr eine Nachricht von Monsignore Federico Aneiros, dem Erzbischof von Buenos Aires, in der er sie einlud, auch dort ein Haus zu gründen. Es gab Widerstand von Männern und Frauen der Oberschicht, die sich über die Ankunft von Schwestern aus der Provinz ärgerten. Aber schließlich konnten die Schwestern doch ihre Schule Colegio Divino Corazón eröffnen.

### Das letzte Osterfest
In der Karwoche 1896 verschlechterte sich der Gesundheitszustand von Sr. Catalina. Nach dem Gründonnerstagsgottesdienst ging Pater Juan Cherta, Superior der Jesuiten in Córdoba und kirchlicher Leiter der Schwestern, zu ihr und nahm ihr die Beichte ab. Selbst in ihren letzten Momenten blieb die Gründerin Sr. Catalina klar und gelassen. Am 4. April, dem Karsamstag, empfing sie die letzten Sakramente und hinterließ den Schwestern ihr geistliches Testament. Am Ostersonntag, dem 5. April 1896, ordnete Sr. Catalina noch an, Schokolade an die Schwestern zu verteilen, denn sie sollten sich über das Osterfest freuen. Am Abend um 20 Uhr verstarb sie. Ihre sterblichen Überreste wurden im Chor der Kapelle des Mutterhauses beigesetzt.

## Seligsprechung
Der Seligsprechungsprozess wurde unter Papst Pius XII. am 1. September 1941 eröffnet und ihr wurde der Titel „Dienerin Gottes“ verliehen, während am selben Tag der Informationsprozess in Córdoba unter Erzbischof Fermín Emilio Lafitte begann. Die Kongregation für die Selig- und Heiligsprechungsprozesse bestätigte diesen Prozess am 7. April 1989 in Rom und erhielt 1990 die Positio von der Postulation. Die Historiker genehmigten die Causa am 12. Dezember 1995, die Theologen am 25. Januar 1997. Papst Johannes Paul II. ernannte sie am 18. Dezember 1997 zur „Ehrwürdigen Dienerin Gottes“ und erkannte ihr den heroischen Tugendgrad zu.
Der Prozess über ein Wunder wurde am 16. August 2012 in Tucumán eröffnet, am 27. November 2012 abgeschlossen und am 25. Oktober 2013 in Rom bestätigt. Papst Franziskus bestätigte die Wunderheilung am 4. Mai 2017 und genehmigte damit ihre Seligsprechung.
Mutter Katharina von Maria Rodriguez wurde am 25. November 2017 in ihrer Heimatstadt Córdoba seliggesprochen. Die Feier wurde von Kardinal Angelo Amato, Präfekt der Kongregation für die Selig- und Heiligsprechungsprozesse, im Auftrag von Papst Franziskus geleitet.

## Gedenktag
Ihr Gedenktag in der Liturgie der Kirche ist ihr Geburtstag, der 27. November.